# Batalla del río Fundación
La Batalla del río Fundación o El Codo fue un enfrentamiento militar librado en el contexto de la guerra de independencia de Colombia, el 30 de octubre de 1820, entre realistas y patriotas con una victoria absoluta de estos últimos.

## Antecedentes
El 29 de marzo de 1820 el coronel Mariano Montilla ocupaba Valledupar, pero las guerrillas aislaron a su columna en la ciudad. Se esperaban refuerzos, pero la mayoría de los soldados habían sido enviados a Pasto y sólo se envió un pequeño contingente al mando del coronel Francisco Carmona Lara, quien llegó el 10 de marzo a Ocaña sin ayudar en nada a Montilla. También, el 20 de marzo, salió de Bucaramanga el coronel Jacinto Lara con 1000 soldados de los batallones Rifles, Pamplona y Flanqueadores bajo la promesa de tomar Santa Marta y Maracaibo. El 17 de abril, bajo constante acosó de las guerrillas de Miguel Gómez, Montilla ordena la retirada a Riohacha.
El 11 de junio Montilla tomaba Sabanilla con apenas 150 grancolombianos y 60 mercenarios irlandeses e ingleses. El 16 de junio Carmona se aproximaba a Valledupar, cinco días después se unía con Lara en sabana Tamalameque. El 24 de junio, Carmona y 1.500 soldados atacaban en Chiriguaná al coronel realista Vicente Sánchez de Lima y 1.200 realistas, mientras que tres días antes el coronel patriota Hermógenes Maza con 50 republicanos tomaba El Banco al oficial Vicente Villa y 250 defensores. El 30 de junio Montilla y 130 efectivos vencían al coronel Esteban Díaz y 200 monárquicos en Sitio Nuevo. El 12 de julio, Montilla ocupaba Barranquilla y era recibido con entusiasmo por la población mientras mantenía comunicación constante con Maza y el coronel José María Córdova. Entre tanto, el gobernador de Santa Marta, brigadier Pedro Ruiz de Porras, había reunido todos los destacamentos que pudo y fortificó su villa y alrededores con ayuda del teniente coronel catalán Francisco de Labarcés y Perea y los locales, luego le ordenó a Sánchez de Lima tomar la iniciativa contra Lara. Su plan era atraer al oficial republicano a Ciénaga mientras Labarcés avanzaba por el río Frío y cortaba su retirada, luego aniquilarlo.
El 1 de septiembre llegaron a Santa Marta la corbeta española Ceres desde La Habana y desembarcó 250 quintales de harina. La escuadra del almirante Luis Brión, que imponía un bloqueo naval a la bahía, se retiró al sentirse incapaz de enfrentarla. Esto le dio nuevos ánimos a los samarios, aunque el gobernador Ruiz de Porras decidió dejar salir de la ciudad a todo el que quisiera y permitió a los patriotas locales reunirse con sus familias. Luego la Ceres partió con la misión de traer más víveres. Poco después, llegaron desde Puerto Cabello las corbetas Diana y Descubierta, la goleta de guerra Morillo y un bergantín mercante con más provisiones. También traían 250 soldados de línea enviados por Pablo Morillo a las órdenes del teniente coronel Antonio Barcárcel. Los recién llegados persiguieron a la flotilla de Brión hasta su refugio en Sabanilla, pero no se atrevieron a atacar debido a las baterías ubicadas en la costa.

## Fuerzas enfrentadas
Según una carta de Bolívar a Montilla, fechada en Ocaña el 13 de septiembre de 1820, se debía dar a Lara el mando de 1600 infantes y 100 jinetes para que conquistara Santa Marta. Sin embargo, la mayoría asume que sólo tenía 1300 en el combate, incluyendo autores como José Manuel Restrepo y Vicente Lecuna. La estimación más baja es de 600.
En cuanto a los monárquicos, los números van de 300 a 1500 soldados, pero la mayoría hablan de 500 a 600.

## Combate
El 20 de octubre, Sánchez de Lima atacó en Guaimaro, a orillas del Magdalena, a Lara, quien esperaba órdenes de cruzar el curso de agua. El coronel patriota fue vencido y debió ser sustituido por José María Carreño, un oficial más agresivo y con más experiencia militar. Las tropas patriotas tomaron la ofensiva y empezaron a seguir a sus rivales, que estaban en retirada. Los monárquicos intentaron detenerlos con una columna de infantería en el paso Cotiné pero fue inútil y se refugiaron en Fundación de San Sebastián. Le dejó la ruta abierta a Santa Marta a sus rivales con la intención que intentaran llegar a la ciudad y aprovechar de atacarlos por detrás, sin embargo, los republicanos no cayeron en la trampa y avanzaron contra él.
El 30 de octubre, después de varias escaramuzas, Carreño se enfrenta a Sánchez de Lima en Fundación. El oficial realista había dispuesto una línea defensiva detrás del río homónimo y durante una hora Carreño atacó sin éxito sus posiciones. Clave para la prolongada resistencia realista fueron unos muros de piedras que había cerca de la población y que usaron como parapetos. Al final, fueron 8 llaneros a caballos los que lograron vadear las posiciones, las flanquearon por la derecha y forzaron a los defensores a retirarse con muchas bajas. Los monárquicos se refugiaron en la altura de El Codo, a una legua del río, donde intentaron nuevamente resistir pero la segunda compañía del batallón Rifles y alguna caballería lo tomaron por asalto rápidamente. Los vencedores no tomaron prisioneros en el combate siguiendo las tácticas de la guerra a muerte.
Al mismo tiempo, el día 21, el capitán de navío José Prudencio Padilla ocupaba la Ciénaga Grande de Santa Marta y Brión volvió a bloquear la bahía de Santa Marta. Lo que hizo Padilla fue bajar por el Magdalena con fuerzas sutiles y salir al mar por el caño Cuatro Bocas, penetrando en la rada de Ciénaga y uniéndose a las tropas terrestres para preparar el asalto final contra Ciénaga.

## Consecuencias
Los monárquicos sobrevivientes huyen a Ciénaga para evitar quedarse aislados de Santa Marta. Sánchez de Lima escapó con unos pocos compañeros a Valledupar y luego a Maracaibo, siempre seguido por el teniente coronel Balcárcel y 15 soldados, aunque se envió a un piquete de caballería en su persecución, el coronel logró escapar pero el teniente coronel fue alcanzado en un monte cercano y muerto; otros 150 realistas fueron capturados.
El 8 ó 9 de noviembre, con 700 soldados Carreño decidió acabar con Labarcés y sus 200 a 500 seguidores. Lo distrajo con un ataque de sus cazadores mientras cruzaba el río con el grueso de sus hombres más arriba. Al darse cuenta, el teniente coronel se retiró a Pueblo Viejo. En ambos combates y la persecución, los monárquicos sufrieron 38 muertos, 60 heridos y 122 heridos según el historiador Vicente Lecuna. Poco después se daba la batalla decisiva en Ciénaga.